# Aresceutica subnuda
Aresceutica subnuda är en insektsart som beskrevs av Karsch 1896. Aresceutica subnuda ingår i släktet Aresceutica och familjen gräshoppor. Inga underarter finns listade i Catalogue of Life.